# Börje Ekholm
Erik Börje Ekholm, född 1963, är en svensk företagsledare och från 2017 vd för telekomföretaget Ericsson.

## Biografi
Ekholm växte upp i Edsbruk och studerade vid Västerviks gymnasium. Han har en civilingenjörsexamen från KTH i Stockholm och en MBA från INSEAD.

## Investor
Börje Ekholm har varit anställd vid Investor sedan 1992, blev år 2000 vice vd med ansvar för affärsområdet Nya Investeringar och var under perioden 1 september 2005 till 12 maj 2015 vd för Investor. Under åren 1997–2005 var han chef för Investor Growth Capital, IGC. Vid bolagsstämman 2015 efterträddes Ekholm av Johan Forssell som vd och koncernchef för Investor. Han tog därefter över ansvaret för Patricia Industries, vari Investors onoterade innehav ingår, med placering i New York.

### Bonusar och affärer med möjligt jäv
Sedan tiden som chef för IGC har Ekholm deltagit i ett så kallat parallellinvesteringsprogram kopplat till IGC. Avkastningen för IGC har varit av en sådan art att det i januari 2011 fastställdes att Ekholms bonus skulle uppgå till cirka 110 miljoner kronor. Beloppets storlek ledde till kritik i pressen sedan det framkommit att de uppsatta målen inte hade uppnåtts. Ekholm hänvisade då till branschpraxis.
I november 2009 tog Ekholm, som vd i Investor, initiativ till försäljningen av läkemedelsbolaget Swedish Orphan, ett bolag som Investor via IGC varit storägare i sedan 2004. Köpare var ett annat läkemedelsbolag, Biovitrum. Investor var storägare även i detta bolag och Ekholm ägde privat aktier i det uppköpta bolaget. Ekholms realisationsvinst uppgick till 21,7 miljoner kronor och denna kom vid utbetalningen i december 2010 att kallas för bonus från ovannämnda investeringsprogram. Affären genomfördes utan att styrelsen och aktieägarna i det uppköpande bolaget, Biovitrum, informerades om att Ekholm ägde aktier i det uppköpta bolaget.
I juli 2010 initierade Ekholm en liknande affär när Investor köpte vårdföretaget Aleris från fonden EQT III, i vilken utöver Ekholm även Jacob Wallenberg är privat delägare. Investors aktieägare upplystes, först i efterhand, om att såväl Investors vd som dess ordförande var jäviga.

## Ericsson
Ekholm tillträdde som styrelseledamot i Ericsson 2006.
16 januari 2017 tillträde han som verkställande direktör och koncernchef för Ericsson.

## Andra engagemang
I maj 2010 blev Ekholm styrelseordförande på KTH.
I februari 2011 meddelade nyhetsbyrån Direkt att Ekholm skulle ingå i NASDAQ OMX styrelse.

## Utmärkelser
- 2010 - invald som ledamot nr 1575 i Kungliga Ingenjörsvetenskapsakademin[6]
- 2015 - tilldelad H.M. Konungens medalj, 12:e storleken i Serafimerordens band, "för betydelsefulla insatser inom svenskt näringsliv"[14]